# Saint-Bonnet-les-Tours-de-Merle
Saint-Bonnet-les-Tours-de-Merle település Franciaországban, Corrèze megyében. Lakosainak száma 40 fő (2022. január 1.). Saint-Bonnet-les-Tours-de-Merle Saint-Geniez-ô-Merle, Goulles és Sexcles községekkel határos.

## Népesség
A település népessége az elmúlt években az alábbi módon változott:
| Lakosok száma | 98   | 71   | 74   | 43   | 49   | 53   | 48   | 43   | 41   | 40   |
|               | 1968 | 1982 | 1990 | 2006 | 2013 | 2015 | 2017 | 2019 | 2020 | 2022 |